# Subaru Stella
La Subaru Stella est une keijidōsha, commercialisée depuis juin 2006 au Japon par le constructeur automobile japonais Subaru du groupe Fuji Heavy Industries. Elle connaît trois générations, dont les deux dernières sont des clones technique de la Daihatsu Move.

## Première génération
Destinée à succéder à la Pleo, lancée en 1998, la Stella doit surtout faire oublier l'échec commercial des Subaru R1/R2. Il s'agit, comme elles, d'une keijidōsha, ou K-car, catégorie de petites voitures avantagée fiscalement sur le marché japonais. Contrairement à la plupart des autres keijidosha, la Stella est équipée non pas d'un trois mais d'un quatre cylindres.
La Subaru Stella a été conçue pour plaire à un public féminin, y compris au niveau des couleurs, douces à l'extérieur (rose, bleu clair, blanc cassé) et ivoire à l'intérieur. En revanche, la version Custom a une allure plus sportive, avec une face avant plus agressive, un intérieur noir et métal et un éventail de couleurs de carrosserie plus sombres.

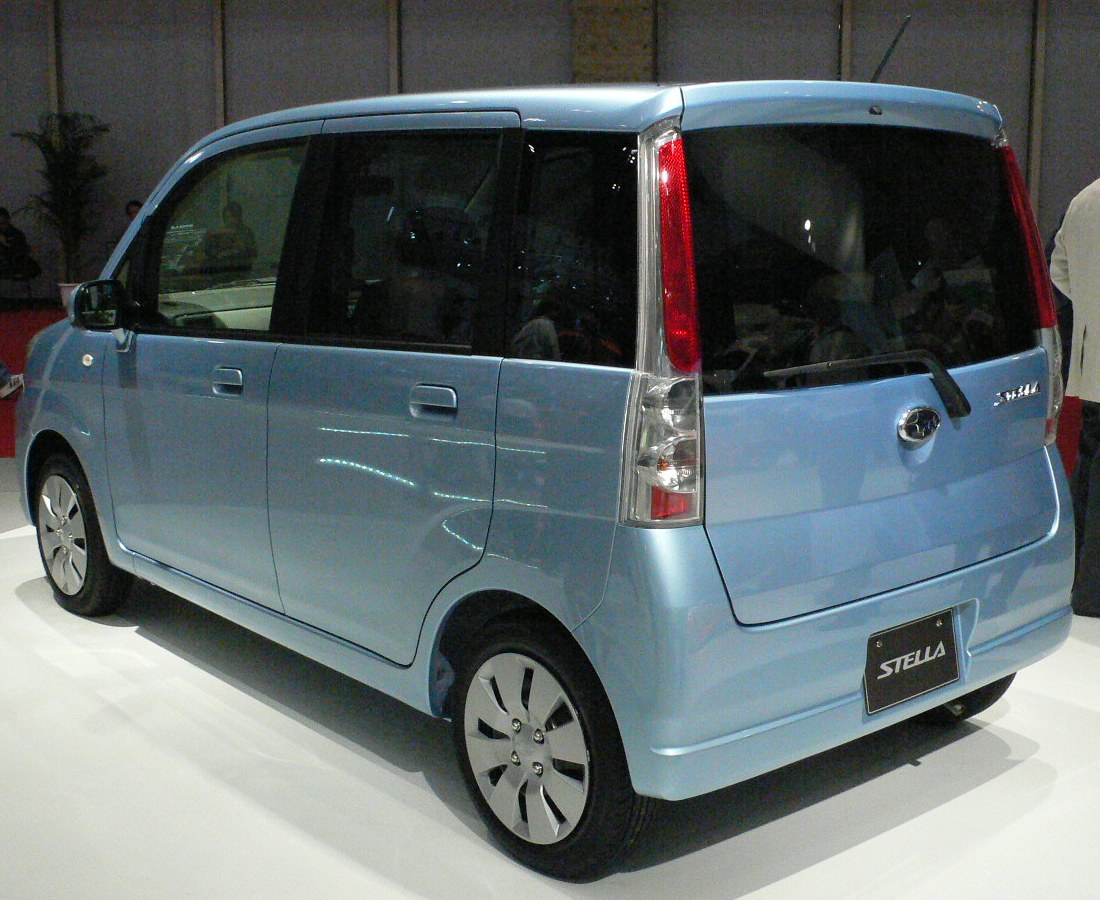
L'arrière
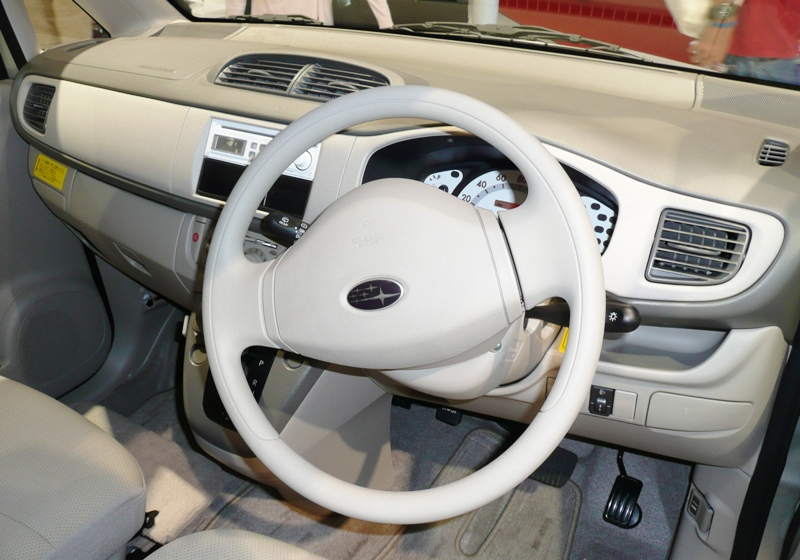
Le tableau de bord
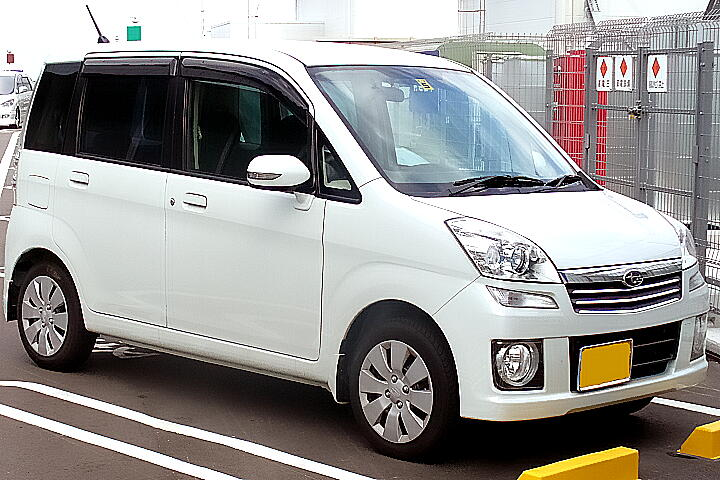
La version Custom, plus sportive

## Deuxième génération
La deuxième génération est lancée en mai 2011. Elle est une version rebadgée de la Daihatsu Move de cinquième génération, lancée en décembre 2010. 
La Stella de deuxième génération connaît une carrière assez courte, puisqu'elle cesse d'être commercialisée en décembre 2014.

## Troisième génération
Lors du renouvellement de la Daihatsu Move pour une sixième mouture en décembre 2014, Subaru présente sa troisième génération de Stella.